# Disastro di Dawson
Il disastro di Dawson è il secondo incidente minerario più cruento dopo quello di Monongah nella storia degli Stati Uniti d'America e dell'emigrazione italiana.

## Contesto storico

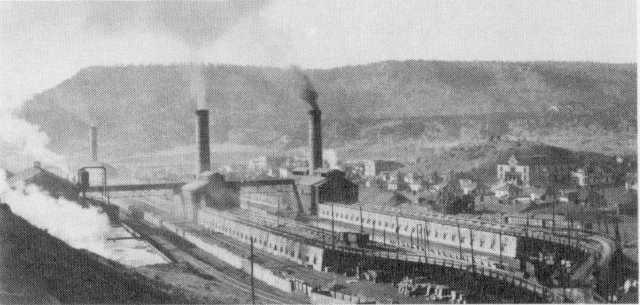
I forni a Coke a Dawson nel 1920

Oggigiorno Dawson è una città fantasma nel Nuovo Messico, come tante altre rimaste dopo la corsa all'oro e le chiusure delle miniere dei diversi tipi, ma all'inizio del secolo scorso una comunità di quasi 9 000 abitanti viveva in tale posto. Il paese prese il nome da John Barkley Dawson, il proprietario del suolo che fu venduto alla società mineraria di carbone. Dawson è situata poche miglia a sudest di Raton, nella contea di Colfax nel New Mexico
Nel 1906 i dirigenti dell'industria mineraria finanziarono la fondazione del paese costruendo case per i minatori, un ospedale, negozi, un cinema, una piscina, un campo da golf e collegamenti ferroviari con diverse città. In pochi anni arrivarono in paese molti minatori italiani ai quali si accodarono cinesi, polacchi, tedeschi, greci, britannici, finlandesi, svedesi e messicani.
Già il 14 settembre 1903 nella miniera n.1 si erano verificati incendi seguiti da esplosioni che uccisero tre minatori, quindi tutti sapevano che quelle miniere erano pericolose per diversi motivi, ma i minatori avevano necessità di lavorare per sostenere le proprie famiglie e il 20 ottobre 1913, solamente due giorni prima del disastro, un'ispezione delle autorità ebbe esito positivo riguardo alle condizioni di sicurezza sul lavoro.

## Il disastro
La catastrofe si verificò il 22 ottobre 1913, quando un'esplosione disintegrò la miniera n.2, facendo vibrare il suolo sino a quasi 4 km di distanza. Restarono uccisi 263 minatori e altri 2 della squadra di soccorso morirono durante le operazioni di salvataggio. I minatori italiani erano la maggioranza: 146 di essi perirono in tale sciagura. Gli investigatori delle autorità preposte stabilirono che era stato usato esplosivo di tipo non consentito dalla legislazione mineraria e i minatori non erano sufficientemente lontani dal sito dove furono poste le cariche esplodenti, contrariamente a quanto contemplato dalle leggi. Inspiegabilmente nessun dirigente minerario fu indagato, quindi le miniere ripresero a funzionare in quello stesso anno dopo alcuni provvedimenti per garantire maggior sicurezza di lavoro ai minatori.

### Elenco delle vittime italiane
Furono 146 gli italiani emigrati che perirono nell'incidente minerario del 1913.
A
- Angela, Michele
- Angelone, Pete
- Armeda, Rocco

B
- Bellastrocci, Battista
- Bediali, Antonio
- Bediali, Celeste
- Bedini, Enrico
- Bella, Angelo
- Biagi, Giovanni
- Biagio, Silvestro
- Bianchi, Guglielmo
- Biondi, Luigi
- Boggio, Pietro
- Bonnio, Dom
- Bono, Antonio
- Bravieri, Giuseppe
- Brugioni, Domenico
- Brugioni, Federico
- Brugioni, Listo
- Brugioni, Vanni
- Brunos, Joe
- Butte, Edward

C
- Candido, Demaretio
- Carapello, Giuseppe
- Carapellucci, B.
- Carapellucci, D.
- Careto, Giuseppe
- Carleso, Carlo
- Carleso, John
- Carrole, Antonio
- Castelli, Ermenegildo
- Cavaiani, Giovanni
- Cericola, John
- Cerillo, Mazoli
- Cecconi, Pietro
- Ciecarelli, Ubaldo
- Conti, A
- Curioroni, Giovanni

D
- Dalzotto, Pietro
- DiCicco, Niclo
- Dellaca, Giacomo
- DeMichelli, Joe
- Dianna, Luigi
- DiPaulo, Giuseppe
- Duica, Romano

F
- Fabba, Nicolò
- Farriano, Charles
- Farrina, John
- Fauri, George
- Fideli, A.
- Foglia, Bart

G
- Gabrelli, Anselmo
- Ganotti, Gio
- Gorzanelli, Attilio
- Gatti, Killo
- Gianerelli, Ernesto
- Giganti, Camillo
- Giordani, Umberto
- Giovanni, Antonio
- Giovanni, Federico
- Grimeldo, Pietro
- Guiatto, Luigi

L
- Ladurini, Giuseppe
- Lardi, Tony
- Locci, Attilio
- Lolli, Gaetano
- Lori, Giuseppe
- Lori, Giuseppe #2
- Luccini, Paolo

M
- Mafiola, Charles
- Marinucci, Luigi
- Mandato, Francesco
- Marcheti, Baldo
- Martinelli, John
- Martinelli, Victor
- Mascognon, Angelo
- Mascognon, Giacomo
- Mati, Frank
- Mazzoli, Aurelia
- Mazzoni, Adamo
- Melone, Aristide
- Menopace, Allino
- Merlotti, Frank
- Mesini, Ermete
- Mesini, Marino
- Michelei, Agostino
- Montma, Luigi
- Montors, Silvio

N
- Nardini, O
- Natali, Antonio
- Nava, Giuseppe
- Nizzi, Giovanni

P
- Pascetta, Giacomo
- Pascetta, Niclo
- Pascetta, Selvino
- Passetto, Dominic
- Passetto, Tom
- Pastore, Louis
- Pellegrini, P.
- Pensato, Stefano
- Piros, Giovanni
- Pland, Joe
- Poretti, Egildo
- Prevost, Sidney

R
- Ramuno, Carlo
- Rifosco, A.
- Romolo, Saturno

S
- Santi, Angelo
- Santi, Beniano
- Santi, Carlo
- Santi, Dom
- Santi, Egisto
- Santi, Geronimo
- Santi, Luigi
- Santi, Pietro
- Santi, Pit Della
- Santi, Raimondo
- Saturno, Nick
- Serafini, Anselmo
- Silvio, Manfredino
- Simoncini, Enrico

T
- Tassi, Dom
- Tollerc, Giuseppe
- Tomasi, Giacomo
- Tomasi, Pietro

V
- Valette, Ernesto
- Vegniti, Cesare

Z
- Zacayinno, Camillo
- Zamboni, Alcide
- Zamboni, Duilio
- Zamboni, Narciso
- Zandi, Andrea
- Zefferini, B.

## Altro disastro
I minatori continuarono a lavorare nelle miniere di Dawson ma alle 14.20 dell'8 febbraio 1923 un incendio devastante causò la morte di 123 lavoratori, dei quali 20 italiani nella miniera n.1. L'incendio fu provocato dal deragliamento di un treno carico di carbone. Molti dei morti erano figli dei minatori periti nell'incidente di dieci anni prima, quindi molte vedove dovettero seppellire i propri figli accanto ai mariti inumati nel cimitero del paese. Comunque le miniere, dopo un periodo di lutto, ripresero la normale attività.

## Cimitero monumento nazionale
Il 30 aprile 1950 le miniere chiusero poiché il carbone non era più richiesto dal nuovo sistema industriale, e perciò Dawson fu abbandonata da tutti in pochi mesi. Restò solo il cimitero con i suoi tanti nomi e cognomi italiani sulle croci bianche: tale cimitero diventò monumento nazionale d'importanza storica con ratifica del 9 aprile 1992 del Nuovo Messico.
Il 3 settembre 2006, ossia giorno di Labor Day negli Stati Uniti, che ricorre annualmente nel primo lunedì di settembre, il console generale d'Italia a Los Angeles, Diego Brasioli, depose una placca commemorativa nel cimitero: questo fu il primo atto ufficiale di un rappresentante del governo italiano per la sciagura.